# ホテル談露館
シャトレーゼホテル談露館（しゃとれーぜほてるだんろかん）は、山梨県甲府市丸の内にあるホテルである。

## 歴史

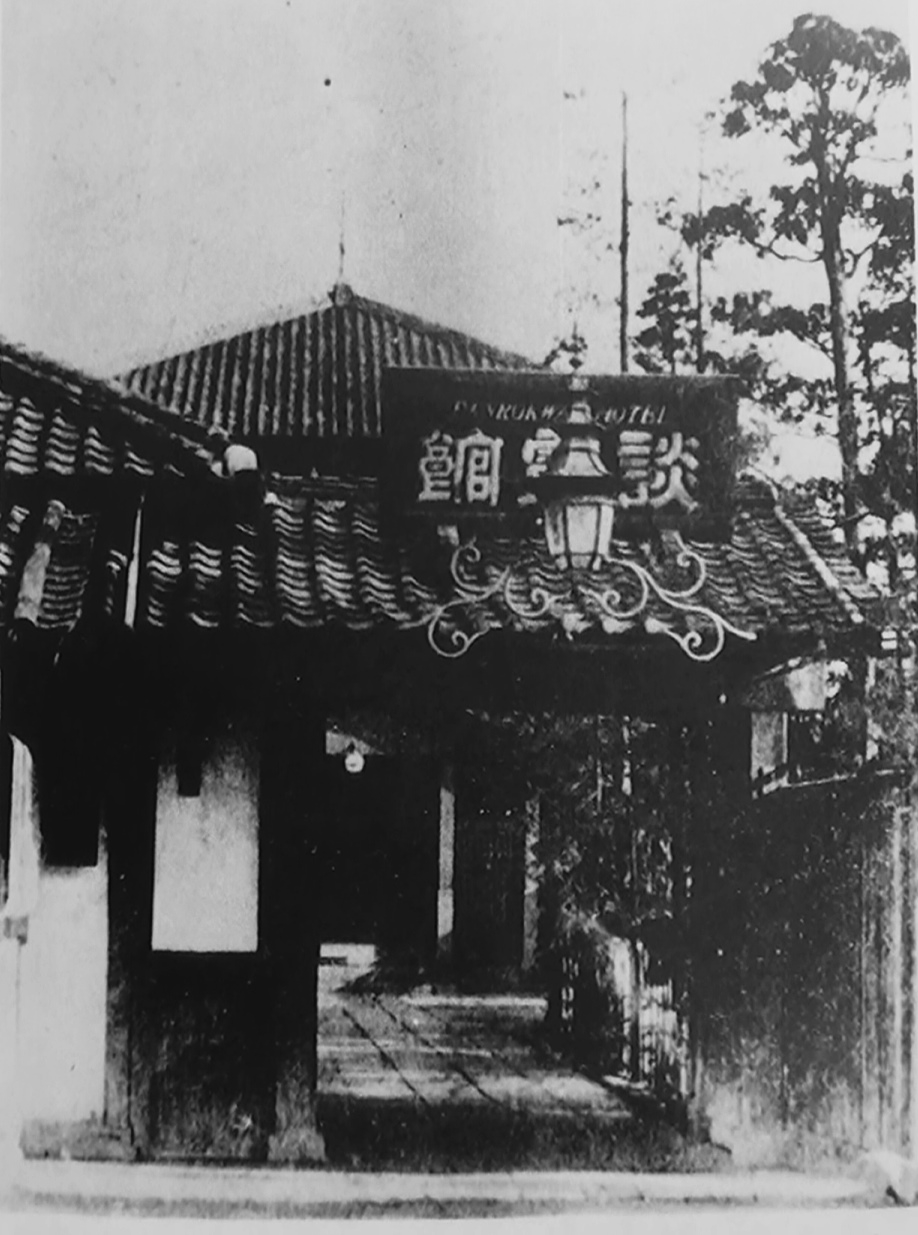
大正年間頃に撮影されたホテル談露館

1887年（明治20年）に有栖川宮熾仁親王の来県を前に山梨県が宿泊所を探していた際、飯野村（現在の南アルプス市）の富豪であった中澤伸吉（なかざわ しんきち）が甲府にある屋敷を提供したのが由来とされている。その後1894年（明治27年）に中澤伸吉の俳号である「談露亭」の名前をとり「談露館」として正式に旅館として営業を始めた。「談露」とは「露（あら）わに語る」の意である。
初代内閣総理大臣・伊藤博文が来県時に宿泊したほか、原敬、清里高原開拓に貢献した米国人ポール・ラッシュといった政治家や経済人、さらには田能村直入、松林桂月、下村観山、近藤浩一路、徳富蘇峰といった著名な画家や書家・文筆家が逗留。山梨県の政財界・文芸界の中枢を担っていた。
1945年（昭和20年）の甲府空襲により焼失するも再建され、1951年（昭和26年）に株式会社化。1964年（昭和39年）に近隣の旅館と合同で敷地内に温泉掘削を開始。翌1965年（昭和40年）に源泉が湧出し、甲府温泉として開湯、あわせて温泉旅館となった。
市街地の発展のため1980年（昭和55年）に業態を旅館からホテルに転換しホテル談露館に改称。あわせて鉄筋コンクリート造、客室部分5階建の建物を竣工させた。1992年（平成4年）に16億円を投じて全館改装し、結婚式場を設置した。
但し甲府市内では1998年（平成10年）に甲府ワシントンホテルプラザが開業したのを皮切りに東横インやドーミーインといったホテルが次々と建ち、古名屋ホテルや甲府富士屋ホテル（現:甲府記念日ホテル）、常磐ホテルと共に競合したことで売り上げが低迷し、2011年（平成23年）にはグランビスタ ホテル&リゾートに経営を委託したが、2020年（令和2年）に発生した新型コロナウイルスの影響により売上が急落したため、2023年（令和5年）6月1日に運営会社の株式会社談露館は会社分割して談露館株式会社を設立して施設を新会社に委譲し、同日付でシャトレーゼホールディングスが新会社の株式を買収して傘下に収め、ホテル名がシャトレーゼホテル談露館となった。元の会社の株式会社談露館は2024年（令和6年）2月29日に株式会社DNKとなり、同年6月24日に甲府地方裁判所から特別清算開始命令を受けている。

## ホテル概要
- 客室数:合計48の和室と洋室（シングル、ダブル、スウィート）。全室LAN設備有り。
- 宴会場、会議室、レストラン。
- 大浴場は日帰り入浴も可能[6]。

## アクセス
- JR中央本線・身延線 甲府駅より徒歩10分。
- 中央自動車道甲府昭和ICよりアルプス通り、美術館通りを経由し車10分。

## その他
- 二代目の中澤三鶴平（初代の長男、1872年生）の時、江戸時代の学問所であった徽典館の門を移設し、旅館の正門として宿泊者を迎えていたことがある。しかし昭和になると車の出入りの邪魔となったことから、門は撤去された[7]。この門は当時の山梨県議会議長に引き取られ、現在は山梨県上野原市西原に移築されている[8]。婿養子の中沢謙之介は作家青柳瑞穂の兄。
- 三代目・中澤富次郎は先代の長男。立教大学卒。[2]